# Hatachi no Morning Musume
Hatachi no Morning Musume (яп. 二十歳のモーニング娘。) — второй мини-альбом японской женской идол-группы Morning Musume, выпущенный под названием Morning Musume 20th.
В Японии релиз состоялся 7 февраля 2018 года, в двух версиях: обычное издание (содержит только CD-диск) и лимитированное издание (CD-диск+DVD-диск). DVD-диск с лимитированного издания содержит в себе: интервью с бывшими участницами группы из первого поколения; частично запись концерта с названием Morning Musume Tanjou 20 Shuunen Kinen Concert Tour 2017 Aki ~We are MORNING MUSUME~, прошедшего 21 ноября 2017 года в Ниппон Будокан, Токио; музыкальные видеоклипы на синглы «Ai no Tane (20th Anniversary Ver.)» и «Gosenfu no Tasuki».
Четыре песни с альбома ранее были изданы цифровыми синглами: «Ai no Tane (20th Anniversary Ver.)», «Gosenfu no Tasuki», «Morning Coffee (20th Anniversary Ver.)», «Hana ga Saku Taiyou Abite», и включали в себя инструментальные версии треков.

## Участники записи

### Morning Musume 20th
- 1 поколение: Юко Накадзава, Ая Исигуро, Каори Иида, Нацуми Абэ, Аска Фукуда
- 9 поколение: Мидзуки Фукумура, Эрина Икута
- 10 поколение: Харуна Иикубо, Аюми Исида, Масаки Сато
- 11 поколение: Сакура Ода
- 12 поколение: Харуна Огата, Мики Нонака, Мариа Макино, Аканэ Хага
- 13 поколение: Каэдэ Кага, Рэйна Ёкояма
- 14 поколение: Тисаки Морито

### Morning Musume OG
- 2 поколение: Мари Ягути (CD №2)
- 4 поколение: Хитоми Ёшидзава (CD №2), Нодзоми Цудзи (DVD №10)
- 5 поколение: Ай Такахаси (CD №2; DVD №6, №7), Риса Ниигаки (CD №2)
- 6 поколение: Мики Фудзимото (CD №2), Саюми Митисигэ (CD №2; DVD №6, №7, №9), Рэйна Танака (DVD №6, №7)
- 10 поколение: Харука Кудо (CD №7, №8; DVD №6, №7, №10, №12, №13)

## Список композиций
| №  | Название | Текст песни      | Музыка           | Аранжировка           | Длительность |
| -- | --- | ---------------- | ---------------- | --------------------- | ------------ |
| 1. | «Morning Coffee (20th Anniversary Ver.)» (モーニングコーヒー (20th Anniversary Ver.))                                                                | Цунку            | Цунку            | Сюнсукэ Судзуки       | 4:10         |
| 2. | «We Are Leaders! ~Leader tte no mo Tsurai Mono~» (WE ARE LEADERS! ～リーダーってのもつらいもの～) (Исполнили: Лидеры Morning Musume)                 | Кэнъити Маэямада | Кэнъити Маэямада | Юити Такахаси         | 4:28         |
| 3. | «Hana ga Saku Taiyou Abite» (花が咲く 太陽浴びて) (Исполнили: Morning Musume '18)                                                                    | Цунку            | Цунку            | Сёитиро Хирата        | 4:17         |
| 4. | «ENDLESS HOME» (Исполнили: Нацуми Абэ feat. Мидзуки Фукумура, Сакура Ода)                                                                            | Сэйко Оомори     | Сэйко Оомори     | Томоки Кикуя          | 5:41         |
| 5. | «Otenki no Hi no Omatsuri» (お天気の日のお祭り) (Исполнили: Morning Musume '18)                                                                      | Цунку            | Цунку            | Юсукэ Итагаки         | 4:31         |
| 6. | «Tane wa Tsubasa (Wings of the Seed)» (タネはツバサ (Wings of the Seed)) (Исполнили: Юко Накадзава, Ая Исигуро, Каори Иида, Нацуми Абэ, Аска Фукуда) | Кэндзо Саэки     | Тэцутаро Сакураи | Син Коно              | 4:12         |
| 7. | «Gosenfu no Tasuki» (五線譜のたすき) (Исполнили: Morning Musume '17)                                                                                 | Амеко Кодама     | Сё Хосибэ        | Юсукэ Като, Сё Хосибэ | 4:28         |
| 8. | «Ai no Tane (20th Anniversary Ver.)» (愛の種 (20th Anniversary Ver.))                                                                                | Кэндзо Саэки     | Тэцутаро Сакураи | Сюнсукэ Судзуки       | 4:10         |

| №   | Название | Длительность |
| --- | --- | ------------ |
| 1.  | «Yuko Nakazawa interview» | 5:47         |
| 2.  | «Aya Ishiguro interview» | 5:47         |
| 3.  | «Kaori Iida interview» | 5:38         |
| 4.  | «Natsumi Abe interview» | 5:56         |
| 5.  | «Asuka Fukuda interview» | 5:36         |
| 6.  | «Shabondama (Morning Musume Tanjou 20 Shuunen Kinen Concert Tour 2017 Aki ~We are Morning Musume~ 2017/11/21 at Nippon Budokan)»         | 2:58         |
| 7.  | «Resonant Blue (Morning Musume Tanjou 20 Shuunen Kinen Concert Tour 2017 Aki ~We are Morning Musume~ 2017/11/21 at Nippon Budokan)»      | 3:38         |
| 8.  | «MC (Morning Musume Tanjou 20 Shuunen Kinen Concert Tour 2017 Aki ~We are Morning Musume~ 2017/11/21 at Nippon Budokan)»                 | 1:20         |
| 9.  | «Suki da na Kimi ga (Morning Musume Tanjou 20 Shuunen Kinen Concert Tour 2017 Aki ~We are Morning Musume~ 2017/11/21 at Nippon Budokan)» | 3:33         |
| 10. | «Robokiss (Morning Musume Tanjou 20 Shuunen Kinen Concert Tour 2017 Aki ~We are Morning Musume~ 2017/11/21 at Nippon Budokan)»           | 3:19         |
| 11. | «MC (Morning Musume Tanjou 20 Shuunen Kinen Concert Tour 2017 Aki ~We are Morning Musume~ 2017/11/21 at Nippon Budokan)»                 | 6:00         |
| 12. | «Ai no Tane (20th Anniversary Ver.) (Music Video)»                                                                                       | 4:19         |
| 13. | «Gosenfu no Tasuki (Music Video)» | 5:34         |

## Чарты
| Чарт            | Позиция (неделя) | Продажи (неделя) | Позиция (месяц) | Продажи (месяц) | Позиция (год) | Продажи (год) |
| --------------- | ---------------- | ---------------- | --------------- | --------------- | ------------- | ------------- |
| Oricon          | 1                | 47,607           | 3               | 51,631          | 86            | 51,900        |
| Billboard Japan | 1                | 49,326           | н/д             | н/д             | 73            | 53,832        |